# 이수도항
이수도항은 경상남도 거제시 장목면 시방리 이수도 섬에 있는 어항이다. 1973년 3월 27일 지방어항으로 지정하여 관리하고 있다. 시설관리자는 거제시장이다.

## 어항 연혁
- 이수도는 이물도(利勿島)·학섬이라고도 한다. 거제시 장승포항에서 북쪽으로 11km, 거제도 시방리 해안에서 동쪽으로 600m 해상에 위치한다. 멸치잡이 권현망(權現網)이 들어와 마을이 부유해지자 바닷물이 이롭다 하여 이수도라는 이름이 붙었다

## 어항 시설
- 방파제 231m, 물양장 110m

## 주요 어종
- 대구, 도다리